# Estação Campo dos Velhos
A Estação Campo dos Velhos, é uma estação de veiculo leve sobre trilhos (VLT) que faz a integração por meio de transbordo entre as Linhas Sul e Norte do VLT de Sobral. A estação se localiza na rua Idelfonso Holanda Cavalcante, em frente a Praça Campo dos Velhos, quase na esquina com a rua Jornalista Deolindo Barreto, bairro Coração de Jesus.

## Características
Pensando em um menor impacto do meio ambiente o projeto da estação contempla materiais ecoeficientes, que ajudam na ventilação permitindo maior conforto térmico em uma cidade conhecida por seu clima quente e abafado. Portas automáticas possibilitam maior fluidez no embarque e desembarque além de garantir mais segurança aos usuários, lampadas inteligentes que são acionadas de acordo com a luminosidade natural também fazem parte do pacote de tecnologias presentes para uma maior eficiência do sistema. A estação possibilita a integração entre as duas linhas (Norte e Sul) aumentado assim, a funcionalidade do sistema e a autonomia da população.

### Acessibilidade
Placas táteis auxiliam deficientes visuais na condução pelos espaços, apoio para cadeirantes e idosos nos corredores, rampas e banheiros, oferecem maior segurança e conduzem os usuários de forma naturalmente organizada.